# Rundstykke
 Der er for få eller ingen kildehenvisninger i denne artikel, hvilket er et problem. Du kan hjælpe ved at angive troværdige kilder til de påstande, som fremføres i artiklen.

Rundstykker er en del af gruppen morgenbrød og er typisk lavet på en dej af hvedemel. Ordet rundstykke kommer formentlig af det plattyske ord Rundstück med samme betydning; nu også kendt i nordtysk regionalsprog.
I de senere år er det blevet almindeligt med ikke kun hvedemelsrundstykker, men også rundstykker af en blanding af hvede- og rugmel.
Bagt med et indhold af fuldkorn taler man også om grovrundstykker. Et rundstykke kan ses som en miniudgave af et større brød, idet rundstykker vejer mellem 30 og 55 gram, men ellers er de oftest identiske med større brød på eksempelvis 500 gram eller 1 kg, dvs. bagt af samme dej, samme dejblanding, men blot mindre. Vi kan dog se flere kreative udviklinger af rundstykker, der ikke har et større brød som forbillede.
Klassiske rundstykker er runde stykker morgenbrød med sprød skorpe, ofte drysset med birkes el.lign.
Ældre og andre betydninger af rundstykke er:
- Lille svensk kobbermønt i 18. årh.
- Støbejernscylinder til jernkakkelovn.